# NGC 535

NGC 535

NGC 535 في الفهرس العام الجديد، هي مجرة، تقع في كوكبة قيطس. اكتشفت في 31 أكتوبر 1864 بواسطة هاينريش لويس دريست.

## روابط خارجية
- NGC 535 على موقع ويكي سكاي: DSS2, SDSS, GALEX, IRAS, Hydrogen α, X-Ray, Astrophoto, Sky Map, Articles and images